# Saint-Amand-les-Eaux
Saint-Amand-les-Eaux település Franciaországban, Nord megyében. Lakosainak száma 16 042 fő (2022. január 1.). Saint-Amand-les-Eaux Nivelle, Raismes, Bruille-Saint-Amand, Lecelles, Rosult, Millonfosse és Hasnon községekkel határos.

## Népesség
A település népessége az elmúlt években az alábbi módon változott:
| Lakosok száma | 16 653 | 16 534 | 16 323 | 15 889 | 16 053 | 15 870 | 15 997 | 15 980 | 16 042 |
|               | 2013   | 2015   | 2016   | 2017   | 2018   | 2019   | 2020   | 2021   | 2022   |